# Iluro (Hispania Tarraconensis)

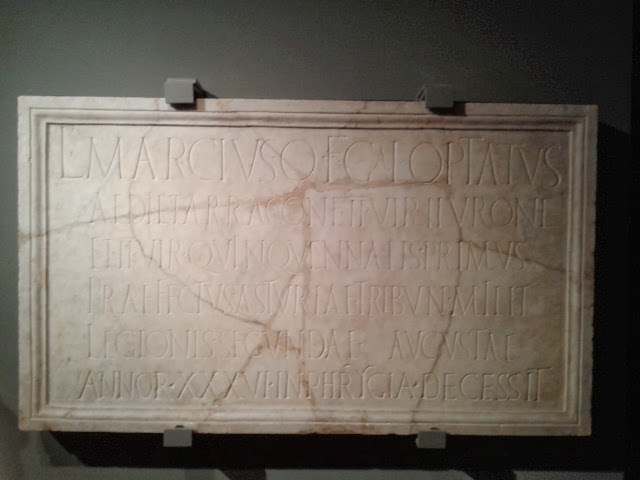
Grabstein, der den Ortsnamen Iluro nennt

Iluro war eine antike Stadt im heutigen Spanien. Es handelt sich um das moderne Mataró in Katalonien. In der Antike lag der Ort in der römischen Provinz Hispania Tarraconensis.

## Beschreibung
Die Stadt lag auf einem kleinen Hügel etwa 400 Meter von der modernen Meeresküste entfernt und wurde in der ersten Hälfte des ersten vorchristlichen Jahrhunderts gegründet. Der Ort war wahrscheinlich eine Gründung, um die Meeresküste militärisch zu sichern. Iluro hatte einen schachbrettartigen Stadtplan und war ungefähr 310 mal 230 Meter groß, was etwa sieben Hektar entspricht. Dies ist damit selbst für antike Verhältnisse relativ klein. Die Insulae waren quadratisch mit einer Seitenlänge von etwa 35 Metern, was einer Länge von 120 römischen Fuß entspricht. Wegen der modernen Stadtbebauung sind nur wenige konkrete Informationen zur Stadt bekannt.